# Acanthocereus
Acanthocereus – rodzaj sukulentów z rodziny kaktusowatych. Liczy 5 gatunków występujących w tropikalnych regionach Ameryki Północnej i Południowej, od południowych krańców stanu Floryda do Kolumbii, włączając Karaiby.

## Morfologia
Przybierają pokrój krzewiasty, osiągając do kilku metrów wysokości.

## Systematyka
Synonimy
(~ ) Dendrocereus Britton & Rose, (=) Monvillea Britton & Rose, (~ ) Pseudoacanthocereus F. Ritter
Pozycja systematyczna według APweb (aktualizowany system APG III z 2009)
Należy do rodziny kaktusowatych (Cactaceae) Juss., która jest jednym z kladów w obrębie rzędu goździkowców (Caryophyllales) i klasy roślin okrytonasiennych. W obrębie kaktusowatych należy do plemienia Pachycereeae, podrodziny Cactoideae.
Pozycja w systemie Reveala (1993-1999)
Gromada okrytonasienne (Magnoliophyta Cronquist), podgromada Magnoliophytina Frohne & U. Jensen ex Reveal, klasa Rosopsida Batsch, podklasa goździkowe (Caryophyllidae Takht.), nadrząd Caryophyllanae Takht., rząd goździkowce (Caryophyllales Perleb), podrząd Cactineae Bessey in C.K. Adams, rodzina kaktusowate (Cactaceae Juss.), rodzaj Acanthocereus (Engelm. ex A.Berger) Britton & Rose. 
Gatunki
- Acanthocereus baxaniensis (Karw. ex Pfeiff.) Borg – Kuba
- Acanthocereus horridus Britton & Rose – południowo-wschodni Meksyk, Gwatemala, Salwador
- Acanthocereus occidentalis Britton & Rose – południowa Sonora do Guerrero, Meksyk
- Acanthocereus subinermis Britton & Rose – Oaxaca, Meksyk
- Acanthocereus tetragonus (L.) Humm[4]. – Floryda, Karaiby, Meksyk, Ameryka Środkowa i Południowa.